# Circondario di Aichach-Friedberg
Il circondario di Aichach-Friedberg è uno dei circondari che compongono la Baviera. Il suo capoluogo è Aichach.

## Città e comuni
(Abitanti il 31 dicembre 2023)
| Città 1. Aichach (22 222) 2. Friedberg (Baviera) (30 670) Comuni mercato 1. Aindling (4 711) 2. Inchenhofen (2 742) 3. Kühbach (4 271) 4. Mering (15 264) 5. Pöttmes (7 093) Comunità amministrative 1. Comunità amministrativa di Aindling (Aindling, Petersdorf e Todtenweis) 2. Comunità amministrativa di Dasing (Adelzhausen, Dasing, Eurasburg, Obergriesbach e Sielenbach) 3. Comunità amministrativa di Kühbach (Kühbach e Schiltberg) 4. Comunità amministrativa di Mering (Mering, Schmiechen e Steindorf) 5. Comunità amministrativa di Pöttmes (Pöttmes e Baar) | Comuni 1. Adelzhausen (1 868) 2. Affing (5 697) 3. Baar (Schwaben) (1 261) 4. Dasing (5 964) 5. Eurasburg (1 908) 6. Hollenbach (2 521) 7. Kissing (11 764) 8. Merching (3 283) 9. Obergriesbach (2 071) 10. Petersdorf (1 731) 11. Rehling (2 637) 12. Ried (3 218) 13. Schiltberg (2 014) 14. Schmiechen (1 367) 15. Sielenbach (1 864) 16. Steindorf (987) 17. Todtenweis (1 479) |